# Erwin Schrott

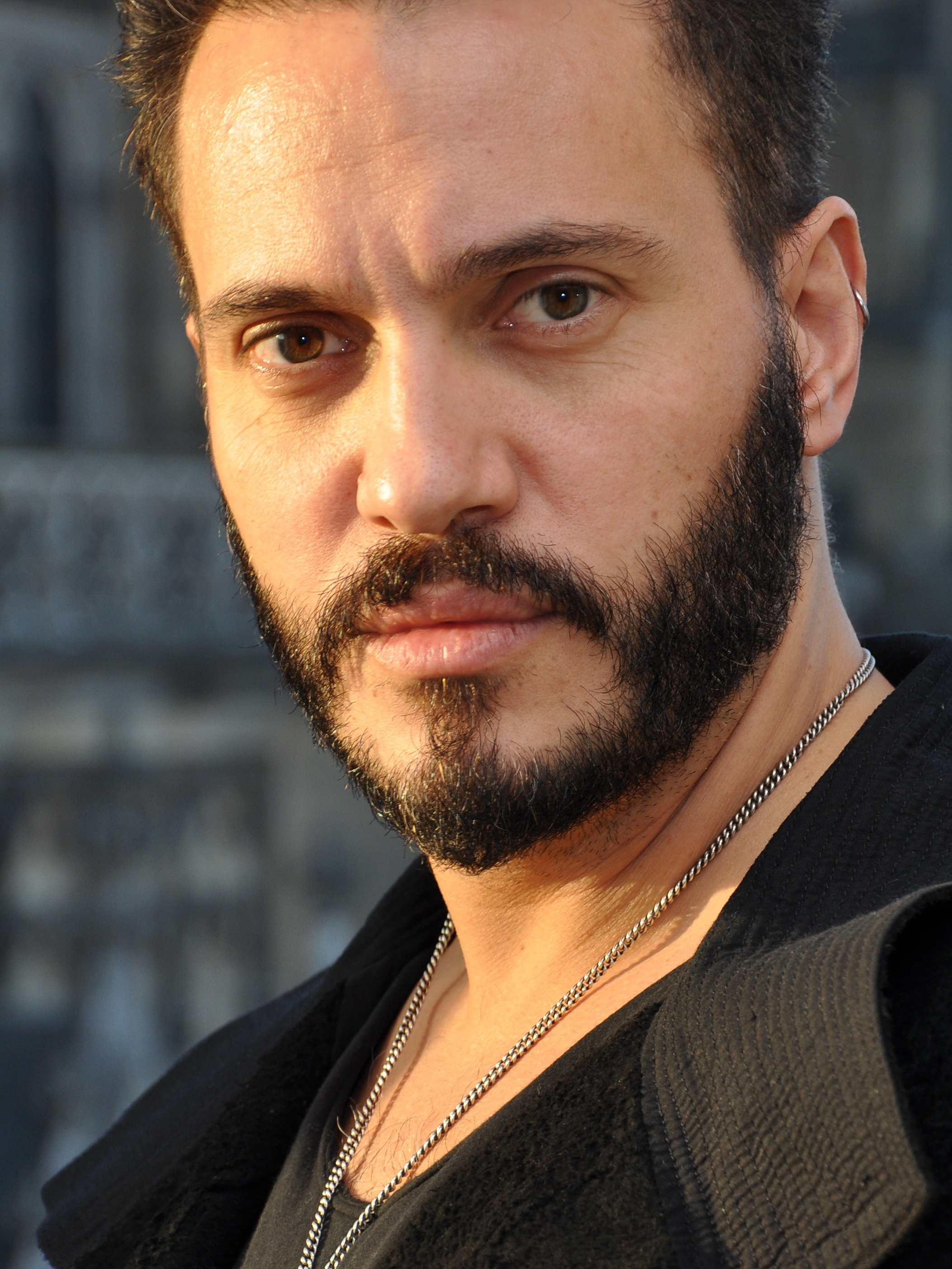
Erwin Schrott (2014)

Erwin Esteban Schrott Baladon (* 21. Dezember 1972 in Montevideo, Uruguay) ist ein uruguayischer Opernsänger (Bassbariton), zusätzlich besitzt er seit 2010 die spanische Staatsbürgerschaft.

## Leben und Wirken
Erwin Schrott stammt aus einer Familie mit deutschen Vorfahren, er wurde als Sohn eines Arbeiters in Montevideo geboren. In seiner Familie wurden kulturelle Interessen gepflegt und musiziert. Schrott sang während seiner Kindheit und Jugend im Chor und trat auch als Solist auf. Neben Klavier- und Gesangsunterricht spielte er Flöte, Gitarre und Schlagzeug. Nach dreijähriger Gesangsausbildung am Konservatorium in Montevideo studierte er ein Jahr in Buenos Aires, zu seinen Lehrern zählte zum Beispiel die italienische Mezzosopranistin Franca Mattiucci.
Im Alter von 22 Jahren debütierte Schrott in Montevideo als Roucher in Andrea Chénier und sang bald darauf verschiedene Hauptrollen am Teatro Municipal in Santiago de Chile, darunter Timur in Turandot, Sparafucile in Rigoletto und Ramfis in Aida. Nach der Übersiedelung nach Italien im Jahr 1996 setzte er seine Studien mit einem Stipendium fort, unter anderem bei Katia Ricciarelli. Er gewann mehrere Wettbewerbe, der 1. Preis des Operalia-Wettbewerbs im Jahr 1998 führte zu internationaler Bekanntheit.
Sein Debüt an der Metropolitan Opera gab er im Jahr 2000 als Colline in La Bohème. Drei Jahre später sang er dort Escamillo in Carmen und in den folgenden Jahren die Titelrollen in Don Giovanni und in Le nozze di Figaro sowie Dulcamara in L’elisir d’amore. Am Londoner Royal Opera House debütierte er 2002 als Banco in Macbeth und sang weiters die Titelrolle sowie Leporello in Don Giovanni, die Titelrolle in Le nozze di Figaro, Procida in Les vêpres siciliennes, Mephistopheles in Faust. und Scarpia in Tosca. An der Wiener Staatsoper war er bereits 1999 als Banco aufgetreten und war dort später in zahlreichen Vorstellungen als Leporello, Mephistopheles, Escamillo, Dulcamara, Scarpia, Enrico VIII. in Anna Bolena, Alidoro in La Cenerentola und Le nozze di Figaro (als Figaro und Graf Almaviva) zu hören.
Weitere Gastspiele führten ihn unter anderem an die Mailänder Scala (als Don Giovanni, Escamillo, Pharaon in Moïse et Pharaon, Alvise Badoero in La Gioconda und Selim in Il turco in Italia), das Teatro dell’Opera di Roma, das Teatro Real in Madrid, das Gran Teatre del Liceu, das Teatro Colón, die Pariser Oper, das Théâtre des Champs-Élysées, die Opera de Lyon, die Oper Brüssel, die Los Angeles Opera, Boston Lyric Opera, San Francisco Opera und die Washington National Opera, das Opernhaus Zürich, die Königliche Oper Kopenhagen, die Oper Breslau und die Ungarische Staatsoper. In Deutschland gastierte er mehrfach an der Bayerischen Staatsoper, der Berliner Staatsoper und an der Semperoper.
Schrott war zu Gast bei verschiedenen Festivals, so bei den Opernfestspielen Arena di Verona, beim Maggio Musicale Fiorentino, beim Rossini Opera Festival Pesaro, bei den Münchner Opernfestspielen, beim Gstaad Menuhin Festival, beim Festival Smetanas Litomyšl, beim Grafenegg Festival und bei den Pfingsfestspielen Baden-Baden. Zu seinem Konzertrepertoire zählen zum Beispiel Rossinis Stabat Mater, Verdis Messa da Requiem und L’enfance du Christ von Berlioz.
Bei den Salzburger Festspielen trat er erstmals im Jahr 2008 als Leporello auf, später als Figaro und Ramfis. Er sang dort ebenfalls in Rossinis Stabat Mater, wirkte in Benefiz- und Galakonzerten mit und präsentierte sein Tango-Programm mit Werken von Astor Piazzolla und anderen.
Mit dem Programm Rojotango mit Tangos, Milongas und Volksliedern aus seiner südamerikanischem Heimat tritt er seit 2011 regelmäßig auf. 2012 wurde er mit einem Echo Klassik in der Kategorie Klassik ohne Grenzen für sein Album Rojotango ausgezeichnet, erschienen bei Sony Classical.

## Privates
Erwin Schrotts erste Ehe in Uruguay wurde geschieden. Die gemeinsame Tochter Iara (* 1998) trat später als Sängerin in Musicals auf. Schrott war bis 2013 sechs Jahre lang mit der Sängerin Anna Netrebko liiert, mit der er auch verschiedentlich auftrat und einen Sohn hat (* 2008).
Schrott ist in zweiter Ehe mit der aus dem Iran stammenden Maskenbildnerin Niyousha Nasri verheiratet.

## Ehrungen, Auszeichnung
- 1998: Operalia, erster Preis und Publikumspreis[20]
- 2012: Echo Klassik für sein Album Rojotango
- 2015: „Distinguished Citizen“ von Montevideo[21]
- 2017: Goldenes Ehrenzeichen für Verdienste um die Republik Österreich[22]
- 2017: Premio Illica, Italien[23]
- 2018: Premio Excelentia a la Cultura, Spanien[24]
- 2022: Ernennung zum Österreichischen Kammersänger[25]

## Opernrepertoire (Auswahl)
- Bellini: Sir Giorgio und Riccardo Forth in I puritani
- Bellini: Rodolfo in La sonnambula
- Berlioz: Mephistopheles in La damnation de Faust
- Berlioz: Narbal in Les Troyens
- Bizet: Escamillo in Carmen
- Boito: Titelrolle in Mefistofele
- Donizetti: Dulcamara in L’elisir d’amore
- Donizetti:  Enrico VIII. in Anna Bolena
- Donizetti: Don Alfonso in Lucrezia Borgia
- Donizetti: Titelrolle in Don Pasquale
- Gounod: Mephistopheles in Faust
- Mozart: Titelrolle und Graf Almaviva in Le nozze di Figaro
- Mozart: Titelrolle und Leporello in Don Giovanni
- Offenbach: Lindorf/Coppélius/Miracle in Hoffmanns Erzählungen
- Ponchielli: Alvise Badoero in La Gioconda
- Puccini: Scarpia in Tosca
- Puccini: Colline in La Bohème
- Puccini: Timur in Turandot
- Rossini: Alidoro in La Cenerentola
- Rossini: Pharaon in Moïse et Pharaon
- Rossini: Selim in Il turco in Italia
- Rossini: Lindoro in L’italiana in Algeri
- Verdi: Banco in Macbeth
- Verdi: Ramfis in Aida
- Verdi: Procida in Les vêpres siciliennes
- Verdi: Titelrolle in Attila
- Verdi: Pagano in I Lombardi alla prima crociata

## Diskografie (Auswahl)

### CD
- L’elisir d’amore (Dulcamara), Macerata Opera Festival, 2002, Dirigent: Niels Muus (Rai Trade; 2002)

- Arias by Mozart, Verdi, Berlioz, Gounod & Meyerbeer. Orquestra de la Comunitat Valenciana, Dirigent: Riccardo Frizza (Decca; 2008)
- Rojotango – Erwin Schrott. Mit Pablo Ziegler (Sony Classical; 2011)
- Arias – Erwin Schrott. Dirigent: Daniele Rustioni (Sony Classical; 2012)

### Video (DVD/Blu-ray)
- L’elisir d’amore (Dulcamara), Macerata Opera Festival, Dirigent: Niels Muus (Rai Trade; 2002)
- Moïse et Pharaon (Pharaon), Teatro alla Scala, Dirigent: Riccardo Muti (TDK; 2003)
- Le nozze di Figaro (Mozart) Royal Opera House, Dirigent: Antonio Pappano (Opus Arte; 2008)
- Le nozze di Figaro (Mozart) Opernhaus Zürich, Dirigent: Franz Welser-Möst (EMI Music; 2009)
- Don Giovanni (Mozart) Salzburger Festspiele (Aufnahme 2008), Dirigent: Bertrand de Billy (Naxos; 2010)
- Rojotango – Live in Berlin (Sony Classical; 2013)
- Don Giovanni (Mozart) Festspielhaus Baden-Baden, Dirigent: Thomas Hengelbrock (Sony Classical; 2013)
- Les vêpres siciliennes (Verdi) Royal Opera House London (Aufnahme 2013), Dirigent: Antonio Pappano (Warner Music; 2015)